# Fiore del Tigrai/Bel moretto
Fiore del Tigrai/Bel moretto è il terzo singolo inciso dal Trio Lescano, pubblicato nel 1936 dalla Parlophon.

## Descrizione
In entrambe le canzoni il Trio è accompagnato dall'Orchestra Cetra diretta dal Maestro Pippo Barzizza.

### Fiore del Tigrai
Il brano è scritto da Angelo Ramiro Borella (il noto paroliere autore di Adagio... Biagio) per il testo, e da Pippo Barzizza per la musica.

### Bel moretto
Il brano è scritto dal paroliere torinese Paolo Brusaglino, che si firma con lo pseudonimo Pablito, per il testo, mentre la musica è di Enrico Maria Chiappo.

## Tracce
1. Fiore del Tigrai
2. Bel moretto